# Приказ о комиссарах
Приказ о комиссарах (нем. Kommissarbefehl, официальное название Директивы об обращении с политическими комиссарами, нем. Richtlinien für die Behandlung politischer Kommissare) был издан верховным командованием вермахта (нем. Oberkommando der Wehrmacht) 6 июня 1941 года, за две недели до начала войны Германии против Советского Союза. Приказ предусматривал немедленный расстрел всех взятых в плен политработников Красной армии как «носителей сопротивления».

## Приказ
«Приказ о комиссарах» был ответом командования вермахта на установки Гитлера, изложенные в выступлении перед генералами 30 марта 1941 года. Объявив тогда о предстоящем «крестовом походе против большевизма» как «борьбе мировоззрений», фюрер в том числе отдал распоряжение об «уничтожении большевистских комиссаров», то есть политработников РККА.
В приказе, в частности, говорилось:

Политические комиссары в качестве органа войск врага опознаются по специальному знаку различия на рукаве — красной звезде с вытканными на ней золотом серпом и молотом (…) Их следует немедленно, то есть ещё на поле боя, отделить от остальных военнопленных. Это необходимо, чтобы лишить их возможности влияния на взятых в плен солдат. Эти комиссары не признаются в качестве солдат; на них не распространяется действующая для военнопленных международно-правовая защита. После проведенной сортировки их надлежит уничтожить.
Наряду с другими «преступными приказами», изданными в связи с подготовкой и реализацией плана «Барбаросса», «приказ о комиссарах» был представлен стороной обвинения Международному военному трибуналу в Нюрнберге. Однако и на «главном процессе», и на «процессе по делу верховного командования вермахта» (октябрь 1948 — апрель 1949 года) обвиняемые и их адвокаты настойчиво и небезуспешно отрицали расстрелы советских политработников без суда и следствия. Все они утверждали, что приказ не передавался по команде и не исполнялся, а расстрелы комиссаров производились СС и СД. Эта версия была изложена в мемуарах Гудериана и Манштейна, а также в некоторых исторических исследованиях, посвященных войне против Советского Союза. Один из историков утверждал, что немецкие офицеры и генералы «остались верны рыцарским солдатским традициям» и «не только скрывали приказ, но и открыто саботировали его», что же касается войск, то они якобы «в большинстве случаев игнорировали его».

## Исполнение приказа
Уже в первый день войны, 22 июня 1941 года, командование 3-го танкового корпуса сообщало: «Обращение с пленным комиссаром произошло в соответствии с приказом». На следующий день в рапорте командования 3-й армии было сказано: «взят в плен политкомиссар, с которым обошлись необходимым образом». Командующий 4-й танковой группой докладывал своему начальству: «До 8 июля было покончено с 97 политкомиссарами». Ежедневные донесения офицеров высшего и среднего звена становились рутинными: «казнены 60 русских и 1 комиссар»; «взято 747 пленных, из них, в соответствии с приказом, 318 расстреляно»; «захвачено 610 пленных, уничтожено 5 танков, 6 политруков».
Даже с учётом того, что многие документы не сохранились, по данным немецкого историка Феликса Рёмера, рапорты о расстрелах советских политработников находятся в архивных фондах 116 дивизий сухопутных сил вермахта.
Из документов «подавляющего большинства немецких фронтовых дивизий» следует, что «Директивы об обращении с политическими комиссарами» были не только доведены командованием до личного состава вермахта вплоть до уровня батальонов и рот, но и дополнены «уточняющими» приказами командиров высшего и среднего звена. В них встречаются следующие формулировки: «обрушить на русских тевтонский гнев»; «самостоятельно расправляться с гражданскими лицами и комиссарами, не прибегая к их пленению»; «политкомиссаров в плен не брать»; «не допускать проявлений человечности»; «ежедневно докладывать о расстрелах политкомиссаров»; незамедлительно сообщать «число расстрелянных — отдельно по гражданским лицам и по армейским политкомиссарам».
В рапортах офицеров вермахта неоднократно сообщалось о солдатах, добровольно вызывавшихся расстреливать плененных политруков. Эти документы выражают «сильное стремление к соучастию в реализации политики уничтожения». И это было проявлением «не только слепого повиновения, но в значительной степени — внутреннего убеждения». Католический капеллан 113-й кавалерийской дивизии, оправдывая расправы над пленными, убеждал солдат: «Так угодно господу». Но больше всего был распространен следующий вариант оправдания: «Если об этом говорит фюрер, об обсуждении не может быть и речи».
В вермахте насаждался демонический образ политрука как «красного угнетателя», который «под дулом пистолета» гнал красноармейцев в бой. В инструкции, изданной ОКВ, говорилось: «Каждый, кто взглянул в лицо любого красного комиссара, узнает, что такое большевизм. Мы бы оскорбили животных, если бы отыскали их черты в этих еврейских рожах».
«Документы свидетельствуют: расстрелы проводились во всех 13 армиях, 44 армейских корпусах и более 90 % дивизий из 150. Саботировать приказ осмеливались очень немногие командиры. Документально подтверждено 4000 казней комиссаров. Но это минимальная цифра. Материалы, которые были в моем распоряжении, позволяют сделать вывод о 10 000 расстрелянных», — сказал в интервью Феликс Рёмер, автор опубликованного в 2008 году исследования «Приказ о комиссарах. Вермахт и национал-социалистические преступления на Восточном фронте в 1941—1942 гг.».
В архивных фондах содержится указание лишь на один случай противодействия преступному приказу. В июле 1941 года вахмистр разведроты 102-й пехотной дивизии (его фамилия не указана) отпустил пленных, в том числе и политрука. Военный трибунал приговорил унтер-офицера к трем годам заключения.
«Приказ о комиссарах» был отменен в июне 1942 года. Исходя из «военно-утилитарных соображений», командование вермахта сочло нужным молчаливо отказаться от казней советских политработников на передовой линии фронта. Было решено не расстреливать их на месте пленения, а отправлять в тыл, где их ждала неизбежная смерть в лагерях военнопленных К тому же комиссары все реже попадались в руки немцев, предпочитая смерть плену. Через месяц после отмены приказа к немцам перебежал М. Зыков, который представился как политрук и стал пропагандистом РОА.

## Взаимодействие вермахта с СД
В приказе также указывалось, что «комиссаров, схваченных во фронтовом тылу ввиду сомнительного поведения, следует передавать айнзацгруппам или айнзацкомандам полиции безопасности».
В оперативном приказе № 8 от 17 июля 1941 года Рейнхард Гейдрих, начальник полиции безопасности и СД, также поставил задачу своим командам:
«Прежде всего следует выявлять: всех крупных государственных и партийных работников, (…) всех бывших политкомиссаров Красной армии, (…) руководящих хозяйственных работников, советско-русских интеллигентов, всех евреев, всех лиц, которые установлены как подстрекатели или фанатичные коммунисты». 
В лагерях военнопленных вермахт уже изолировал отдельные группы. Опасных пленных полиция безопасности либо расстреливала на месте, либо отправляла их в концентрационные лагеря. По меньшей мере 150 000 красноармейцев, многие из них еврейского происхождения, стали жертвами этих убийств.
Хотя в приказе Гейдриха первоочередное значение уделялось уничтожению коммунистических активистов, оказывающих сопротивление, а уничтожению евреев — второстепенное, в устных указаниях, по свидетельству командира одной из айнзацгрупп Отто Олендорфа, акценты менялись местами.